# 一姫二太郎

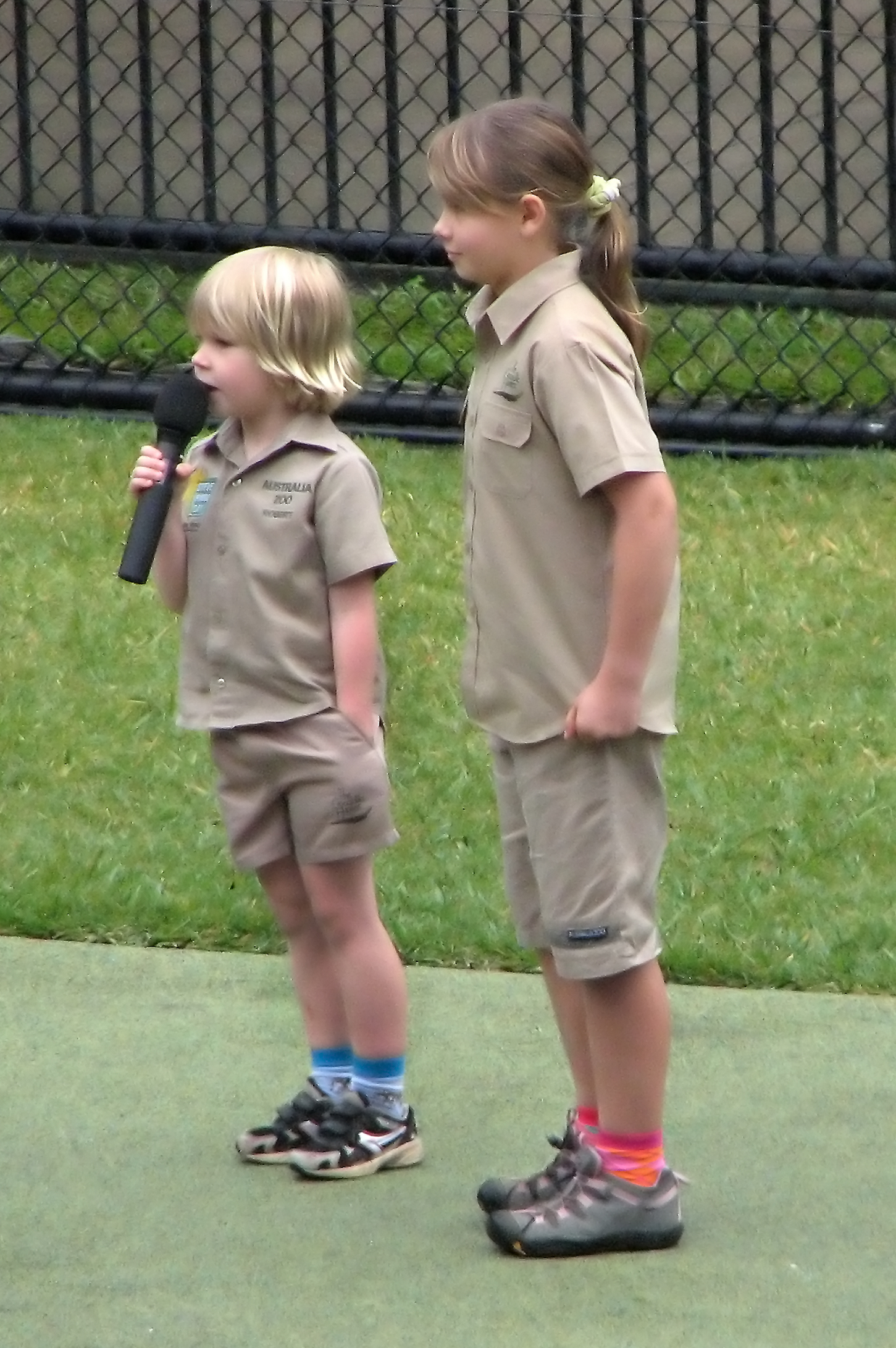
一姫二太郎の姉弟スティーブ・アーウィンの子であるビンディ（右、姉）とロバート（左、弟）

一姫二太郎（いちひめにたろう）は、最初に授かる子供は女児、2番目の子供は男児が良い、という意味の日本のことわざ。子供を授かるなら、女子1人と男子2人が良い、と解釈するのは誤りである。

## 意味
初めて子供を授かる夫婦にとって、女児の方が育てやすいことから、第一子は女児が良く、子育てに慣れたところで、第二子に男児を授かるのが良いという意味である。女児が育てやすいのは、女児の方が丈夫であり、夜泣きが少なく、おとなしいからとされる。第一子が女の子であれば、姉として弟の面倒を見てくれる、また、女児の方が家事を早くに手伝ってくれるという含意もある。母親にとっては、同性の女児の方が体の仕組みを理解しやすく、共感しやすいため、異性である男児よりも育てやすいという解釈もある。この意味で用いる場合、理想的な順番で子供が生まれた夫婦を祝う言葉となる。
第一子に男児を望んだにもかかわらず、女児が生まれた夫婦を慰めるために用いることもある。この意味で用いる場合、第二子には男児が生まれるだろうと励ます言葉となる。特に跡継ぎとして男児の出産を親族から期待されていた母親に対して、慰めや同情の言葉として用いられた。当事者が一姫二太郎の語を使う場合、第一子が男児でなかった悔しさを含む可能性がある。立原正秋著『恋人たち』（1965年=昭和40年）には、「丹波典子は女の子をうんだ。一姫二太郎とはよく言ったものだ、と丹波家ではこぞってこの出産を祝い」という一節がある。
日本では、長男が生まれることは、嫡系の確保、すなわち家の存続の保証を意味することから、何よりも喜ばれる地域が多かった。このため、一姫二太郎は男子尊重の意味で、女児で育児のトレーニングを積んだ上で男子を生むのが良いという考え方であったとみられる。一方で、男女問わず長子が家を継ぐ風習を持つ東北地方や、末子が家を継ぐ風習を持つ西南日本では、別の意味で一姫二太郎が尊ばれた。
数学的な確率論の問題として捉えると、一姫二太郎を授かる確率は25％である。第一子に女児を授かる確率は、生まれてくる子の性別は男か女かの2通りであるから2分の1、第二子に男児を授かる確率は、同じく2分の1である。ここで、第二子の性別は第一子の性別に左右されない独立の事象なので、一姫二太郎となる確率は、第一子に女児を授かる確率である2分の1に第二子に男児を授かる確率である2分の1をかけて4分の1、すなわち25％である。

### 誤解
一姫二太郎を「女子1人、男子2人の兄弟姉妹」と解釈するのは誤りである。一富士二鷹三茄子が順序を示しているのと同様であり、一姫二太郎が第一子に女児が生まれた夫婦への慰めの言葉として使われてきたことからも、子供の数ではなく、出生順を意味していると考えるべきである。「一姫二太郎は女子1人、男子2人という意味ではない」という話題は、インターネットで不定期に出現する。
山口謠司は「日本人が、意味を間違えて捉えがちな代表的言い回し」と紹介している。文化庁による平成12年度「国語に関する世論調査」（調査時期は2001年〔平成13年〕1月）では、一姫二太郎を「子供は女一人、男二人であるのが理想的だ」という意味であると回答した人が33.7％に達したという調査結果が得られた。年代別に見ると、16 - 19歳（39.8％）、50代（39.2％）の順に誤った意味で理解する人の割合が高かった。文化庁文化部国語課は一姫二太郎が誤解されやすい理由として、太郎が男性名として広く浸透しており、「2人の男の子」と受け取ってしまう可能性を指摘している。なお、太郎の本来の意味は「長男」であり、本義を知っていれば「2人の男の子」と誤解することはないでしょう、と文化庁は説明している。同年度の調査では「情けは人のためならず」の意味についても問うており、こちらは「人に情けをかけて助けてやることは、結局はその人のためにならない」という誤回答が48.7％を占め、正答率（47.2％）を上回った。
ことわざ能力検定協会が出版した子供向けのことわざの本には、弟2人を持つあいちゃんが、学校で「一姫二太郎だ」と言われて母に意味を確認し、翌日誤りを正してあげようとする話が掲載されている。また、山口謠司は子供3人の意味で一姫二太郎を使った場合、正しい意味で理解している人からは子供の人数を誤解される可能性を指摘している。ただし、文化庁国語課は、「飽くまでも子供を授かる順番を表しているものですから、たとえ子供が3人以上いたとしても、最初に女の子、次に男の子が生まれていれば『一姫二太郎』ということになります」と説明している。
佐野賢治は、一姫二太郎には2つの意味があるとして、娘1人息子2人の3人きょうだいとする解釈を誤りとはしていない。佐野は出生順から子供数への解釈の変化から「時代の変化を読み取ることができるように思われる」と感想を述べた。
矢野修三は、「明らかに冗談だろうが」と前置きしつつ、「一人の女性を二人の男が奪い合う」という意味で使う若者がいるという話を披露した。

## 言葉の来歴
飯島吉晴は、1891年（明治24年）発行の『言海』に掲載がなく、1958年（昭和33年）の改訂増補版『新言海』に一姫二太郎が掲載されていることに触れ、大正時代半ばに都市の新中間層が社会階層として確立したことがこの言葉の背景にあると解釈した。なお、1899年（明治32年）刊行の幸田露伴著『椀久物語』には、「最初に妾、次に男の子、一女二太郎（イチヒメニタラウ）と世話にいふ通り」という一節がある。また、1921年（大正10年）刊行の佐々木邦著『珍太郎日記』には「其でも『一姫二太郎（いちヒメにタラウ）』といふし」という一節がある。
飯島は言葉の出現時期は特定困難としつつ、普及したのは山之内製薬が1950年（昭和25年）から自社の避妊薬「サンシーゼリー」を「1姫2太郎3サンシー」のキャッチコピーで売り出した頃からだと述べた。この頃は多産少死から少産少死へ転換し、堕胎が罪ではなくなった時期であり、家族計画や計画出産が求められ、他の避妊薬でも「子供は2人で幸福な生活」などと謳って、後の核家族化へとつながっていった。多産少死から少産少死への移行は、夫婦が自分の理想とする子供に育てることが可能となったことを意味し、そのためにも2児を授かるにはまず、育てやすい女児を生むのが理想的という一姫二太郎の考え方が浸透したと説明した。
厚生省（当時）の調査によると、日本では、1982年（昭和57年）まで子供が1人であれば男児を望む人の方が多かったが、それ以降は女児を望む人の方が多くなった。また、1992年（平成4年）の調査では、子供が2人であれば男女1人ずつを望む人が8割強を占める中、男児2人を望む人は女児2人を望む人より圧倒的に少なく、子供が3人であれば男児1人女児2人を望む人が多数派を占めるなど、男児よりも女児の出生を望む人が増加傾向にある。女児が好まれるようになったのは、「娘と一緒に買い物に行きたい」、「老後の生活を看てほしい」といった親の意識によるものである。
時田昌瑞は、男女の出生順を意味していた一姫二太郎の語が、子供の人数へと誤解が生じた背景として、核家族化と少子化の進行が影響している可能性を提示した。また、誤解された意味の方の「一姫二太郎」が、将来的には子だくさんの理想形になる可能性を指摘した。佐野賢治は、時代の変化によって理想とする子供の性別や人数は変わることから、一姫二太郎が死語となる日が近いと述べた。矢野修三も、未婚化・晩婚化が進み、「子供は1人で良い」と考える若者にとって、一姫二太郎はあまり意味がなく、消えゆく「ことわざ」なのではないかと記している。

## 関連語

### 類義語
「先花後果」（せんかごか、せんかこうか）という四字熟語は、一姫二太郎と同義である。字義は「先に花が咲き、その後に果実が実ること」であり、これを先に女児が生まれ、後に男児が生まれることのたとえとしたものである。言葉の出所は明代に執筆された馮夢竜の小説『醒世恒言』で、「生下三女一男：兒子名曰承祖，長女名玉英，次女名桃英，三女名月英。元來是先花後果的。倒是玉英居長，次即承祖。」（三女一男を授かった。息子の名は承祖、長女は玉英、次女は桃英、三女は月英である。元来、花が先で果実は後である。玉英は長子で、承祖が次である）とある。康熙22年（1683年）発刊の『弋陽県志』に「先花後果」の語があり、先に女子が生まれれば、次に男子が生まれる可能性が高いと記されている。中国で一人っ子政策がとられていた頃は、先花後果はおろか、第二子を持つことは叶わなかった。都市部では、男児か女児かを問わず小皇帝としてかわいがられたが、農村部では、労働力の確保という点で男児を望む周囲の圧力が妊婦にかかっていた。
英語には「The lucky man has a daughter for his first born.」ということわざがある。和訳すれば、「幸運の者は初生児に娘を授かる」、「最初に女の子をもつ人は幸せ」となり、類義語と言える。ただし、英語のことわざには「二太郎」に相当する部分の含意がないため、一姫二太郎のニュアンスを正確に伝えるには、「It's good to have a girl first and then a boy.」などと訳した方が良い。

### 対義語
「後先息子に中娘」（あとさきむすこになかむすめ）ということわざは、長子と末子は男児が良く、中間の子は女児が良いという意味であり、一姫二太郎の対義語と言える。「後前息子に中娘」（読みは同じ）とも書く。後先息子に中娘が3人きょうだいであると明示しているのに対し、一姫二太郎は第一子・第二子の性別を示しているにすぎないため、3人以上の子供がいても、第三子以降の性別が男女いずれであっても使用することができる。

### 派生語
「一姫二太郎三用心棒」は、母を早くに手伝ってくれる女の子を第一子に、跡取りとして男の子を第二子に、戦争・災害などによる長男の死亡に備えて、「用心棒」として男の子を第三子に産むのが良いとする言葉である。塚本哲人が、岡山県の農村で農家へ嫁入りする娘に母が諭した言葉として講演会で紹介したもので、塚本は1948年（昭和23年）・1949年（昭和24年）頃に聞いたという。
「一姫二太郎三なすび」は、第一子が女児、第二子が男児であれば、第三子はカボチャでもナスでも構わないという意味の言葉であるとされる。一方で、一富士二鷹三茄子の誤用、一姫二太郎と一富士二鷹三茄子の混同とする説もある。
なお、1973年の時点で筒井康隆がエッセイの中で「一姫二太郎三ナスビ」を記しているが、これは星新一らと競って諺の合成という言葉遊びをしたものの例示であり、意味については触れられていない。
「一姫二トラ三ダンプ」は、一姫二太郎から派生した語で、自動車で乱暴な運転をする者を順番に挙げたものである。一姫は女性ドライバー、二トラは酔っ払いドライバー、三ダンプはダンプカーのドライバーを指す。村石利夫は、「一姫二トラ三ダンプ」の解説として、女性ドライバーは総合判断力に欠けるため男性ドライバーから嫌われ、バックでの車庫入れに弱いのが特徴と記述した。この言葉は高度経済成長期に生まれ、全国的に自動車が普及する中で、女性の運転免許取得者が増えたことや、開発が旺盛でダンプカーの往来が激しかったことが背景にある。

## 文化
一姫二太郎が世間一般で良いとされることで、実際に一姫二太郎を持つ親が苦しむことがある。具体例として、第一子の女子の育児に成功したものの、第二子の男子の育児で理想通りにならなかったケースや、第二子の男子の育児に集中したい時期に第一子の女子が反抗期を迎え、対応に苦慮したケースが挙げられる。また、子育てを綴ったブログには、親戚一同から「一姫二太郎で育てやすいだろう」と言われ続け、嫌な思いをした経験が語られているものがある。

### 作品名
松竹新喜劇では「一姫二太郎三かぼちゃ」という演目が観客の評価を得て継承されている。これは、兄弟の中で最も出来の悪かった三男が家族を救うという人情劇であり、志村けんが主催する演劇「志村魂」でもたびたび上演された。演目名は、一姫二太郎の語をもじっただけであり、「一姫二太郎三かぼちゃ」自体に特別な意味はない。
1972年（昭和47年）のフジテレビ系列・土曜劇場では「一姫二太郎」というドラマが放送された。花街を舞台とした若い男女の青春を描いた作品で、山本陽子、坂上二郎、井上順之らが出演した。
芦屋雁之助は、1997年（平成9年）6月21日に「一姫二太郎」（石本美由起作詞、松浦孝之作曲）という楽曲をリリースした。この歌の主人公は、長女・長男・次男の3人の子を持っている。